# THE BOYS&GIRLS
THE BOYS&GIRLS（ザ・ボーイズアンドガールズ）は、日本のロックバンドである。
2011年3月1日結成。略称は「ボイガル」。現在、地元札幌を拠点に活動。2015年4月22日、1stフルアルバム「バックグラウンドミュージック」をリリースしメジャーデビュー。
2017年8月16日、2ndフルアルバム　「拝啓、エンドレス様」をBONSAI RECORDSよりリリース。
2019年3月のワンマンツアー「少年少女の陽炎」をもって、ボーカルのワタナベシンゴ以外のメンバーが脱退し、実質的にソロ・プロジェクトとなる。

## メンバー
- ワタナベシンゴ (ボーカル)

### 元メンバー
- ケントボーイズ (ギター)
- ソトムラカイト (ベース)
- カネコトモヤ (ドラム)

主なサポートメンバー
・ヨシダカズマ(ギター)
・三角璃玖(ベース)
・大岡新之介(ドラム)

## 公式プロフィール
2011年3月結成。北海道出身・札幌在住の4人組ロックバンド。
彼らがその日々の暮らしの中で紡ぎだしたリアルな言葉たちとわかりやすいメロディラインは、
いったいどこまで歩いていくのだろう。
4人の熱い熱いライブパフォーマンスはとにかく必見。
そのほとばしる汗と、シャウトと、笑顔が、きっといつかの自分たちを、あの瞬間を、何度だって思い出させてくれる。
だれもみな、少年少女なんだ。

## リリース

### シングル
- 1st 2014年8月6日     「すべてはここから」 NCS-10075 北海道限定発売・完全生産限定盤
- 2nd 2014年11月19日「歩く日々ソング」 NCS-10081 タワーレコード限定発売・完全生産限定盤 NCS-10082:北海道限定発売・完全生産限定盤
- 3rd 2018年9月5日　  「ソングフォールズ」TBON-0004  THE BONSAI RECORDS 4曲入りシングル 『勇気をください』『手のひらを合わせて』『国道恍惚線』『冬の中で』収録
- 4th 2021年6月23日　  「town to town」TBON-0018  THE BONSAI RECORDS 4曲入りシングル 『その羅針盤』『なんにもできない空だって』『くだらない雨』『歩く日々ソング (Live version)』収録 数量限定生産

### 配信限定シングル
| 発売日        | タイトル                 | レーベル           |
| ------------- | ------------------------ | ------------------ |
| 2018年2月2日  | 卒業証書                 | THE BONSAI RECORDS |
| 2018年3月3日  | 東京                     | THE BONSAI RECORDS |
| 2019年5月22日 | 陽炎                     | THE BONSAI RECORDS |
| 2021年1月1日  | サンキューマイレディオ   | THE BONSAI RECORDS |
| 2021年5月29日 | その羅針盤               | THE BONSAI RECORDS |
| 2022年11月1日 | ボーイ                   | THE BONSAI RECORDS |
| 2023年2月18日 | みはるの頃               | THE BONSAI RECORDS |
| 2023年4月1日  | よーいドン               | THE BONSAI RECORDS |
| 2023年6月3日  | ロータリーを抜け出せ!    | THE BONSAI RECORDS |
| 2023年8月5日  | ハローグッバイサンキュー | THE BONSAI RECORDS |

### アルバム
|     | 発売日        | タイトル                         | 規格品番                                                  | 収録曲 | 備考                                                                              |
| --- | ------------- | -------------------------------- | --------------------------------------------------------- | --- | --------------------------------------------------------------------------------- |
| 1st | 2015年4月22日 | 「バックグラウンドミュージック」 | VICL-64189:通常盤 NCS-10094:北海道限定発売/完全生産限定盤 | 1. せーので歌うバラード [3:58] 2. すべてはここから [4:11] 3. 歩く日々ソング [6:09] 4. 錆びないダイヤ [4:37] 5. 二子玉川ゴーイングアンダーグラウンド [4:42] 6. メル [4:21] 7. 今日のうた [4:53] 8. 24 [3:46] 9. ライク・ア・ローリング・ソング [4:17] 10. あすなろたち [5:55] 11. パレードは続く [5:25] 全曲作詞作曲:ワタナベシンゴ/編曲:THE BOYS & GIRLS | 北海道限定盤はアナザージャケット仕様 ボーナストラック「BGM」収録 オリコン最高94位 |
| 2nd | 2017年8月16日 | 「拝啓、エンドレス様」           | 品番:TBON-0001 発売元:BONSAI RECORDS                      | 1. 一炊の夢 2. ノンフィクションの約束 3. 階段に座って 4. 春々 5. サマー・オブ・ラブ 6. 明日の君へ 7. さらば、あなたを生きた今日 8. 合言葉を胸に 9. 少年が歌うメロディー 10. 札幌 11. ただの一日 全曲作詞作曲:ワタナベシンゴ/編曲:THE BOYS & GIRLS | オリコン最高59位                                                                  |
| 3rd | 2020年7月1日  | 「大切にしたいこと」             | 品番:TBON-0009 発売元:BONSAI RECORDS                      | 1. 風花が吹いたら 2. 少年と少女 3. 卒業証書 4. 東京 5. 国道恍惚線 6. ロックンロール 7. ミスターラッキーオールド 8. 陽炎 9. ビーアライブ 10. カーテンコール 11. 朝が来る前に 全曲作詞作曲:ワタナベシンゴ/編曲:THE BOYS & GIRLS | オリコン最高76位                                                                  |
| 4th | 2022年6月8日  | 「ユアキャンバス」               | 品番:TBON-0025 発売元:BONSAI RECORDS                      | 1. 最初で最後のアデュー 2. フェイバリットカラー 3. なんにもできない空だって 4. 冬が来て僕等 5. サンキューマイレディオ 6. ブリッジ 7. 涙の車窓から 8. 手紙の歌 9. その羅針盤 10. 遠いストーリー 11. 間違いじゃない | オリコン最高97位                                                                  |

## 主な活動
札幌のライブハウスを中心に、数多くのライブに出演。また、ドラムのカネコトモヤのみ、北海道テレビ放送のバラエティ番組『平岸我楽多団』『夜のお楽しみ寝落ちちゃん』にレギュラー出演するなどタレント活動を行っている。
- 自主企画イベント「ノロシヲアゲロ」を2012年4月、8月、2015年2月札幌、3月東京で開催。
- ’「FM ROCK KIDS」レギュラー出演 (AIR-G、2012年7月-9月)
- 「D+ TV」(NHK北海道、2012年11月 OA)
- 北海道発プレミアムドラマ「神様の赤ん坊」およびスピンオフ作品北海道発スペシャルドラマ「僕が父親になるまで」に劇中のバンド役として出演 (NHK北海道制作、2012年)[3]
- 2013年5月、キャリア初のワンマンライブを開催。
- 2014年1月、東京初のワンマンライブを開催。
- 「SMILE PARTY」出演 (毎月第四金曜、AIR-G、2014年6月-)
- 「MUSIC JAPAN」に出演 (NHK総合、2014年9月22日)
- THE BOYS & GIRLS 【ボロドンバーン】 レギュラー出演（FM NORTH WAVE、2015年4月-）
- 2015年06月26日・7月5日 - ワンマン「少年少女のBGM」@ 札幌COLONY / 下北沢BASEMENT BAR
- 2015年11月12日 - THE BOYS&GIRLS presents『寂寞の果て(せきばくのはて)』